# 4e arrondissement (Lyon)

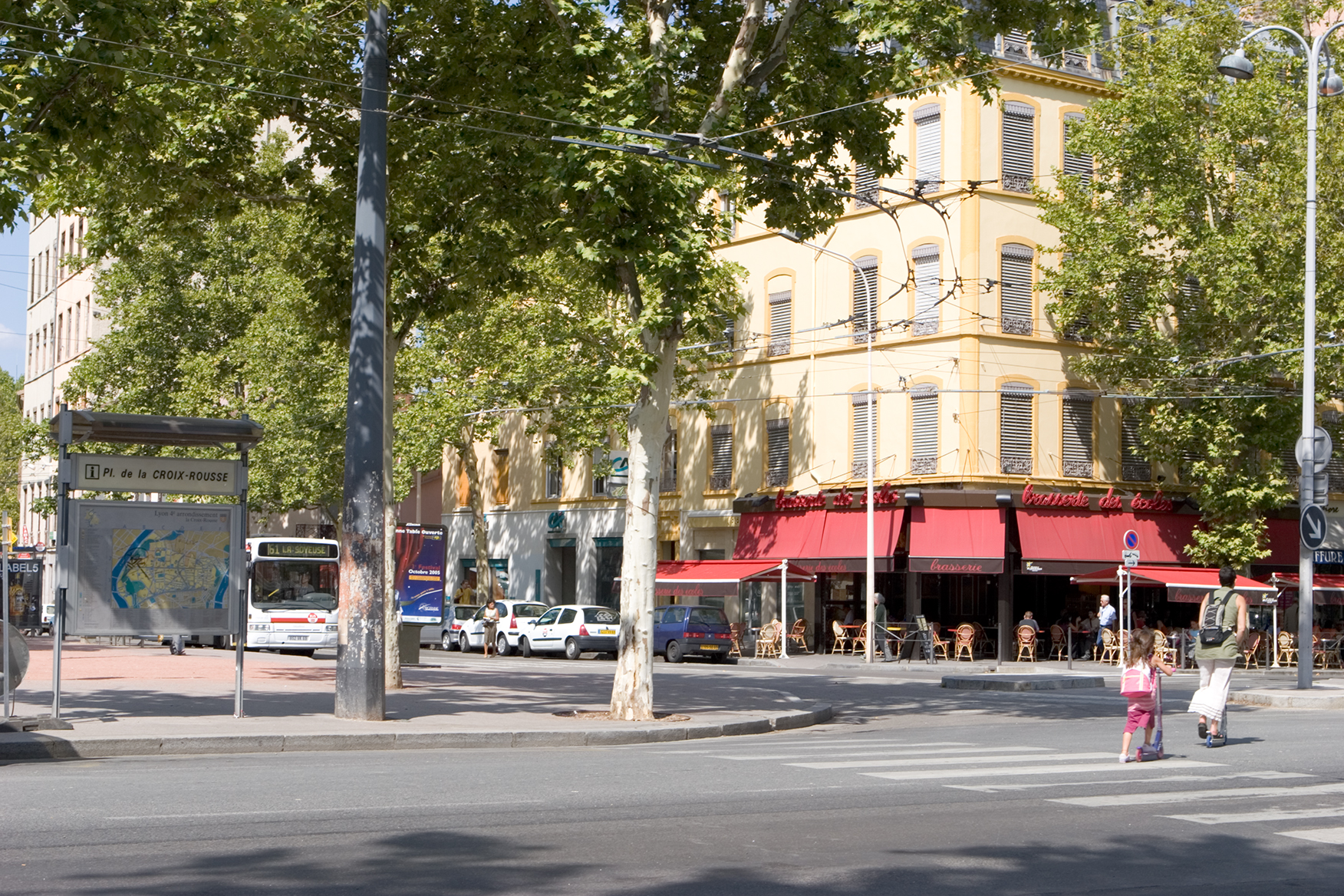
Place de la Croix-Rousse

Het 4e arrondissement is een van de negen arrondissementen van de Franse stad Lyon. Het arrondissement ligt boven op de heuvel La Croix-Rousse, in het noorden van de stad, tussen de rivieren Rhône en Saône, en grenst in het zuiden aan het 1e arrondissement. Het vierde arrondissement is 293 hectare groot, en heeft 34.302 inwoners (2006). 
Het vierde arrondissement gaat door voor het meest gemoedelijke arrondissement van Lyon waar veel markten worden georganiseerd. 